# Diego Macedo
Diego Macedo (Americana, 8 de mayo de 1987) es un futbolista brasileño que se desempeña como centrocampista.
Jugó para clubes como el Braga, Londrina, Bragantino, Atlético Mineiro, Ceará, Corinthians, Bahia y Hokkaido Consadole Sapporo.

## Trayectoria

### Clubes
| Club                       | País     | Año         |
| -------------------------- | -------- | ----------- |
| Rio Branco                 | Brasil   | 2004        |
| Braga                      | Portugal | 2004 - 2005 |
| Londrina                   | Brasil   | 2005 - 2006 |
| União Barbarense           | Brasil   | 2007        |
| Rio Branco                 | Brasil   | 2008        |
| Ceilândia                  | Brasil   | 2008        |
| Brasiliense                | Brasil   | 2008        |
| União Barbarense           | Brasil   | 2009        |
| Bragantino                 | Brasil   | 2009 - 2010 |
| Atlético Mineiro           | Brasil   | 2010 - 2011 |
| Ceará                      | Brasil   | 2011        |
| Bragantino                 | Brasil   | 2011        |
| Linense                    | Brasil   | 2012        |
| Guaratinguetá              | Brasil   | 2012        |
| Bragantino                 | Brasil   | 2012 - 2013 |
| Corinthians                | Brasil   | 2013 - 2014 |
| Bahia                      | Brasil   | 2015        |
| Hokkaido Consadole Sapporo | Japón    | 2016 - 2017 |